# 段思
段思（?—?），五胡十六国时代军事人物，辽西鲜卑族，段部鲜卑首领段末波的儿子，段勤的弟弟。
352年，前燕慕容霸的军队抵达绎幕，段勤和他的弟弟段思、段聪举城投降。359年，段勤被前燕杀害，段思投奔东晋。369年，东晋大臣桓温北伐前燕，让段思作向导，前燕尚书郎悉罗腾与桓温交战，活捉了段思。